# فورتي
فورتي، (بالإنجليزية: Furtei)‏، هي بلدية تقع في مقاطعة جنوب سردينيا في منطقة سردينيا الإيطالية، وتبعد حوالي 40 كيلومترا (25 ميل) شمال غرب مدينة كالياري، وحوالي 4 كيلومترات (2 ميل) شرق مدينة سانلوري. اعتبارا من 31 ديسمبر 2004، بلغ عدد سكانها 1,657 وتبلغ مساحتها 26.1 كيلومتر مربع (10.1 ميل مربع).

## السكان
في سنة 1861 بلغ عدد السكان 1٬030 نسمة، وتطور العدد ليصل في سنة 2011 لـ 1٬674 نسمة.
يظهر هذا المخطط البياني تطور النمو السكاني لـ فورتي